# Berberis cretica
Berberis cretica är en berberisväxtart som beskrevs av Carl von Linné. Berberis cretica ingår i släktet berberisar, och familjen berberisväxter. Inga underarter finns listade i Catalogue of Life.